# グレン・デービス (陸上選手)
グレン・デービス (Glenn Ashby Davis、1934年9月12日 - 2009年1月28日)は、アメリカ合衆国の陸上競技選手。400mハードルの選手として1956年メルボルンオリンピックと1960年ローマオリンピックの2大会連続で金メダルを獲得。1958年にはその年のアメリカで活躍した最高のアマチュア選手に贈られるジェームスサリバン賞も獲得。
デービスは、400mハードルで2度の世界記録を樹立している(1956年に49.5秒、1958年に49.2秒)が、フラットレースでも力を持っており、400mでも1958年に2度(45.8秒、45.7秒)、合計4つの世界新記録を樹立している。
陸上選手としてのキャリアを積んだ後、1960年から2年間、NFLデトロイト・ライオンズのワイドレシーバーとしてプレーしたが2年間で12試合に出場10回のキャッチにとどまった。

## 主な実績
| 年   | 大会         | 場所                       | 種目         | 結果 | 記録     |
| ---- | ------------ | -------------------------- | ------------ | ---- | -------- |
| 1956 | オリンピック | メルボルン(オーストラリア) | 400mハードル | 1位  | 50.29秒  |
| 1960 | オリンピック | ローマ(イタリア)           | 400mハードル | 1位  | 49.51秒  |
| 1960 | オリンピック | ローマ(イタリア)           | 4×400mリレー | 1位  | 3分02秒2 |